# چسلاو میخنیویچ
چسلاو میخنیویچ (لهستانی: Czesław Michniewicz؛ زادهٔ ۱۲ فوریهٔ ۱۹۷۰) بازیکن سابق و سرمربی فوتبال اهل لهستان است.